# Szeluchot
Szeluchot (hebr. שלוחות; ang. Shluhot) – kibuc położony w Samorządzie Regionu Emek ha-Majanot, w Dystrykcie Północnym, w Izraelu. Członek Ruchu Religijnych Kibuców (Ha-Kibbuc Ha-Dati).

## Położenie
Kibuc Szeluchot jest położony na wysokości 124 metrów p.p.m. w intensywnie użytkowanej rolniczo Dolinie Bet Sze’an, będącej częścią Rowu Jordanu w Dolnej Galilei. Okoliczny teren jest stosunkowo płaski, opada jednak w kierunku wschodnim w depresję rzeki Jordan. Jedynymi niewielkimi wzgórzami są wzgórza pochodzenia ludzkiego, takie jak Tel Rechov na południowy wschód od kibucu. Wokół osady znajdują się liczne źródła, których wody są odprowadzane do sztucznych stawów hodowlanych. Na południe od kibucu płynie strumień Moda. W odległości 1,5 km na zachód wznoszą się strome zbocza masywu górskiego Gilboa z górą Gilboa Micpe (500 metrów n.p.m.). W jego otoczeniu znajdują się miasto Bet Sze’an, kibuce En ha-Naciw, Meraw, Ma’ale Gilboa i Reszafim oraz moszawy Rechow i Rewaja.
Szeluchot jest położony w Samorządzie Regionu Emek ha-Majanot, w Poddystrykcie Jezreel, w Dystrykcie Północnym Izraela.

## Demografia
Większość mieszkańców kibucu jest Żydami:

## Historia
Pierwotnie w okolicy tej istniały dwie arabskie wioski Farwana i al-Aszrafija. Pierwsza z nich została wysiedlona i zniszczona przez żydowskich żołnierzy Hagany w dniu 11 maja 1948 roku podczas wojny domowej w Mandacie Palestyny. Natomiast druga została wysiedlona i zniszczona w dniu 12 maja 1948 roku. Dużo wcześniej tutejsze grunty wykupiły od arabskich mieszkańców żydowskie organizacje syjonistyczne.
Grupa założycielska kibucu zawiązała się w 1938 roku. Byli to członkowie żydowskiego ruchu młodzieżowego Bene Akiwa. Przez siedem lat uczyli się oni rolnictwa i zdobywali doświadczenie w rejonie osady Sede Ja’akow. W latach 1945–1948 tymczasowo mieszkali w osadzie Pardes Channa. W trakcie I wojny izraelsko-arabskiej przenieśli się do Doliny Bet Sze’an i w dniu 10 czerwca 1948 roku założyli nowy kibuc. Początkowo ściśle współpracowali z mieszkańcami sąsiedniego świeckiego kibucu Reszafim, ale po uzyskaniu samodzielności, w czerwcu 1949 roku obie osady rozdzieliły się. W latach 90. XX wieku kibuc przeszedł przez proces prywatyzacji, zachowując kolektywną organizację instytucji kultury, edukacji i ochrony zdrowia.

## Kultura i sport
W kibucu znajduje się ośrodek kultury z biblioteką, basen kąpielowy, sala sportowa z siłownią i boisko do piłki nożnej.

## Edukacja i religia
Kibuc utrzymuje przedszkole. Starsze dzieci są dowożone do szkoły podstawowej w kibucu Mesillot i szkoły średniej w kibucu Newe Etan. Kibuc posiada własną synagogę i mykwę. Szeluchot wraz z sąsiednimi osadami Sede Elijjahu, En ha-Naciw i Tirat Cewi tworzy blok religijnych kibuców.

## Turystyka
W kibucu rozwijana jest koncepcja organizacji obozów letnich „Kayitz Bakibbutz” dla grup młodzieży żydowskiej z Ameryki Północnej. Z tego powodu utworzono całą bazę turystyczną z pełnym zapleczem sportowym. W pozostałym okresie domki są wykorzystywane dla wszystkich chętnych wypoczywać w wiejskim kibucu o charakterze religijnym.

## Gospodarka i infrastruktura
Gospodarka kibucu opiera się na intensywnym rolnictwie i sadownictwie. Uprawy polowe obejmują między innymi marchew. W sadach uprawia się daktylowce. Dodatkowo jest ferma drobiu, w której hoduje się kurczaki i indyki na mięso. Jest także hodowla bydła mlecznego. Są stawy hodowlane. Firma Microvue produkuje urządzenia skanujące do mikrofilmów, czytniki i skanery. Produkcja przeznaczona jest w większości na eksport. Firma Sheletron Ltd. produkuje elektroniczne wyświetlacze LCD z unikalnym autorskim oprogramowaniem, które jest tworzone w centrum rozwoju firmy. Z mniejszych zakładów jest zakład produkujący urządzenia i maszyny rolnicze, oraz zakład produkujący opakowania.

## Transport
Z kibucu wyjeżdża się na północny wschód na drogę nr 669, którą jadąc na północny zachód dojeżdża się do kibucu Reszafim, lub jadąc na wschód dojeżdża się do skrzyżowania z drogą nr 90. Jadąc nią na południe dojeżdża się do moszawu Rechow, lub jadąc na północ dojeżdża się do skrzyżowania z drogą 6678 prowadzącą na wschód do kibucu En ha-Naciw. Droga nr 90 dalej prowadzi na północ do miasta Bet Sze’an.